# Halgerda terramtuentis
Espèce
Halgerda terramtuentis est une espèce de nudibranches du genre Halgerda et de la famille des Discodorididae.

## Répartition géographique
Cette espèce est endémique de l'archipel d'Hawaï.

## Habitat
Halgerda terramtuentis se rencontre en zone subtidale sur les recifs et dans les grottes, principalement entre 2 et 6 m de profondeur mais elle peut être observée jusqu'à plus de 25 m.

## Description
Halgerda terramtuentis mesure de l'ordre de 15 à 50 mm.

### Morphologie externe
Cette espèce est de forme ovale et présente une région dorsale convexe et gonflée. Son corps a une texture ferme, gélatineuse et lisse, avec des pustules plus dures dispersées sur le notum. Les bords du manteau sont minces et apparaissant parfois légèrement festonnés ou crénelés. Le corps est d'un blanc translucide avec les viscères visibles à travers le tégument sous forme de zones plus sombres. Le notum est couvert d'un réseau de lignes jaune-or relativement épaisses formant des polyèdres irréguliers. Des pustules blanches apparaissent à la jonction des lignes. Le manteau est bordé d'un liseré jaune-or complet. Les longs rhinophores et les branchies composées de deux branches principales avec une division supplémentaire sont blancs avec des taches noires.

### Anatomie interne
La formule radulaire est variable et vaut 51-62 x 45-61.0.45-61. Les dents radulaires ont une cuspide lisse et hamatée dont la longueur augmente au milieu de chaque demi-rangée. Les dents extérieures se réduisent pour devenir des lames ressemblant presque à des faux. Les dents nouvellement développées sont extrêmement fines. L'élément principal de variation radulaire entre les grands spécimens et les plus petits semble être la taille des dents et non le nombre de rangées,.

## Alimentation
Halgerda terramtuentis se nourrit d'éponges.

## Publication originale
- Bertsch, H., Johnson, S. 1982 : « Three new species of dorid nudibranchs (Gastropoda: Opisthobranchia) from the Hawaiian Islands ». The Veliger, vol. 24, n. 3, pp. 208-218 (lire en ligne)

## Étymologie
Cette espèce a été nommée en l'honneur de l'équipe Earthwatch pour reconnaître le soutien et l'aide apportés aux recherches des auteurs par les volontaires des expéditions Earthwatch "Hawaii's Colorful Mollusks" pendant les étés 1978, 1979 et 1980. Le nom de l'espèce est une traduction latine qui pourrait s’interpréter « celui qui se soucie de la Terre ».

## Espèces similaires
Halgerda terramtuentis est assez similaire à Halgerda graphica mais cette dernière arbore une ligne longitudinale dorsale centrale d'un jaune orangé absente chez Halgerda terramtuentis. Elle ressemble également à Halgerda malesso mais celle-ci ne présente pas de liseré jaune-or en bordure du manteau et ses tubercules sont coiffés d'orange et non de blanc.